# Нор-Ачін
Нор-Ачі́н (вірм. Նոր Հաճն) — місто, розташоване в центрі Вірменії, у марзі (області) Котайк. Місто засноване у 1953 році вихідцями з міста Саїмбейлі (провінція Адана, Туреччина). Розташований на правому березі річки Раздану, за 9 км від залізничної станції Абовян, за 25 км на північ від Єревана. У 1973 році в Нор-Ачіні було відкрито цех по переробці діамантів, що став надалі одним із семи найбільших заводів з переробки діамантів, що діють на території СРСР. Поблизу міста знаходиться Арзнінська ГЕС. В місті є футбольний клуб «Ачін».
| Вірменія | Це незавершена стаття з географії Вірменії. Ви можете допомогти проєкту, виправивши або дописавши її. |